# Pierre-Henri Raphanel
Pierre-Henri Raphanel (Argel, 27 de maio de 1961) é um ex-automobilista de Fórmula 1 da França.

## Dados biográficos
Filho de pais franceses, nasceu na Argélia em 1961 e mudou-se para o sul da França após a Guerra de Independência Argelina. Criado no sul do país, Raphanel tornou-se campeão francês de kart aos 20 anos, o que garantiu sua participação num programa da Marlboro denominado "Cherche son Pilote". Patrocinado pela referida marca, estreou na Fórmula 3 em 1984 a bordo de um Martini pertencente à Oreca, equipe na qual venceu o campeonato francês em 1985. Após uma passagem discreta pela Fórmula 3000, foi terceiro colocado nas 24 Horas de Le Mans de 1987 ao lado de Yves Courage e do belga Hervé Regout.
Sua estreia na Fórmula 1 aconteceu via Larrousse no Grande Prêmio da Austrália de 1988 e em sua passagem de um ano pela categoria máxima do automobilismo classificou-se apenas para disputar o Grande Prêmio de Mônaco de 1989 pela Coloni, mas não completou a prova. Naquele mesmo ano transferiu-se à Rial, mas sua falta de resultados o fizeram sair da Fórmula 1 no Grande Prêmio da Austrália de 1989. Ao todo correu junto a cinco companheiros de equipe, dos quais o mais frequente foi o brasileiro Roberto Moreno. De volta à pista de Le Mans foi vice-campeão em 1992 e 1997.
Atualmente é piloto oficial da Bugatti e detentor do recorde de velocidade para carros de série ao atingir a marca de 434,2 km/h, em julho de 2010, na Alemanha, também por isso seu nome é muito associado ao Veyron 16.4 Super Sport.